# Heterarmia charon
Heterarmia charon là một loài bướm đêm trong họ Geometridae.